# Památník 70. výročí návratu československých perutí RAF
Památník 70. výročí návratu československých perutí RAF. Dne 24. srpna 2015 v parčíku u haly starého ruzyňského letiště v Praze (Letiště Václava Havla - terminál 3) byl slavnostně odhalen památník věnovaný 70. výročí návratu československých letců z druhé světové války. Památník má připomínat událost, kdy se (po více než třech měsících od skončení války) dne 13. srpna 1945 ) do osvobozené vlasti vrátili z Velké Británie čeští a slovenští letci ze čtyř československých perutí RAF.  (310., 312., 313. stíhací a 311. bombardovací )

## Autor památníku
Autorem památníku je Ing. arch. Martin Zajíček  ze Slaného.  O zbudování památníku se zasloužilo sdružení Společnost patriotů Slaného.  Vznik památníku finančně podpořily zejména soukromé firmy, 25 tisíci korunami přispěla i městská část Praha 6. 

## Popis památníku
Základem památníku je železobetonová konstrukce (vysoká asi 2.5 metru)  sestavená ze čtveřice svislých pylonů spojených společným vodorovným "zastřešením". Celek vytváří dojem dvou v těsném zákrytu umístěných "bran" nebo "dveří" (se společnou "střechou"). Korpus památníku je celý obložen leštěnou žulou a to navíc tak, že hrany pylonů a "střechy" viditelných z lícové strany památníku jsou mírně dovnitř zkosené. Obrys památník má symbolizovat vítězný oblouk anebo otevřené dveře "zpět do vlasti"  V horní třetině svislých hran na lícové straně jsou vlevo i vpravo připevněny symboly (insignie) čtyř (výše uvedených) československých perutí v RAF. Uprostřed vodorovného zkoseného "přemostění" na lícové straně se nachází letecký znak (pilotní odznak)  Pod ním na lícové vnitřní straně "dveřního" průhledu je obdélníková deska s nápisem:
„NÁVRAT ČESKOSLOVENSKÝCH PERUTÍ RAF 
                     SRPEN 1945“ — Nápis na památníku  

Detail insignií a leteckého odznaku umístěných na památníku
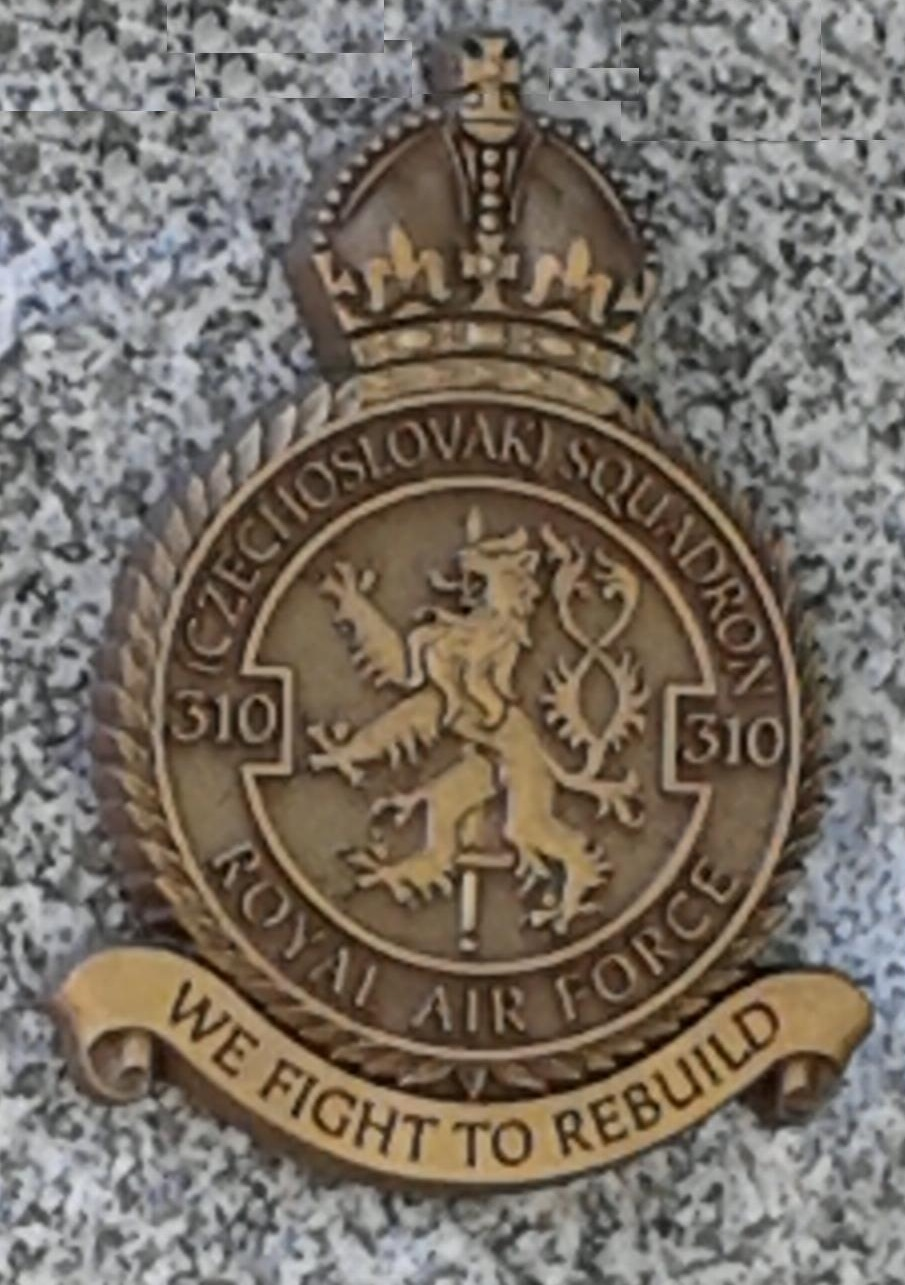
№ 310 Fighter Squadron
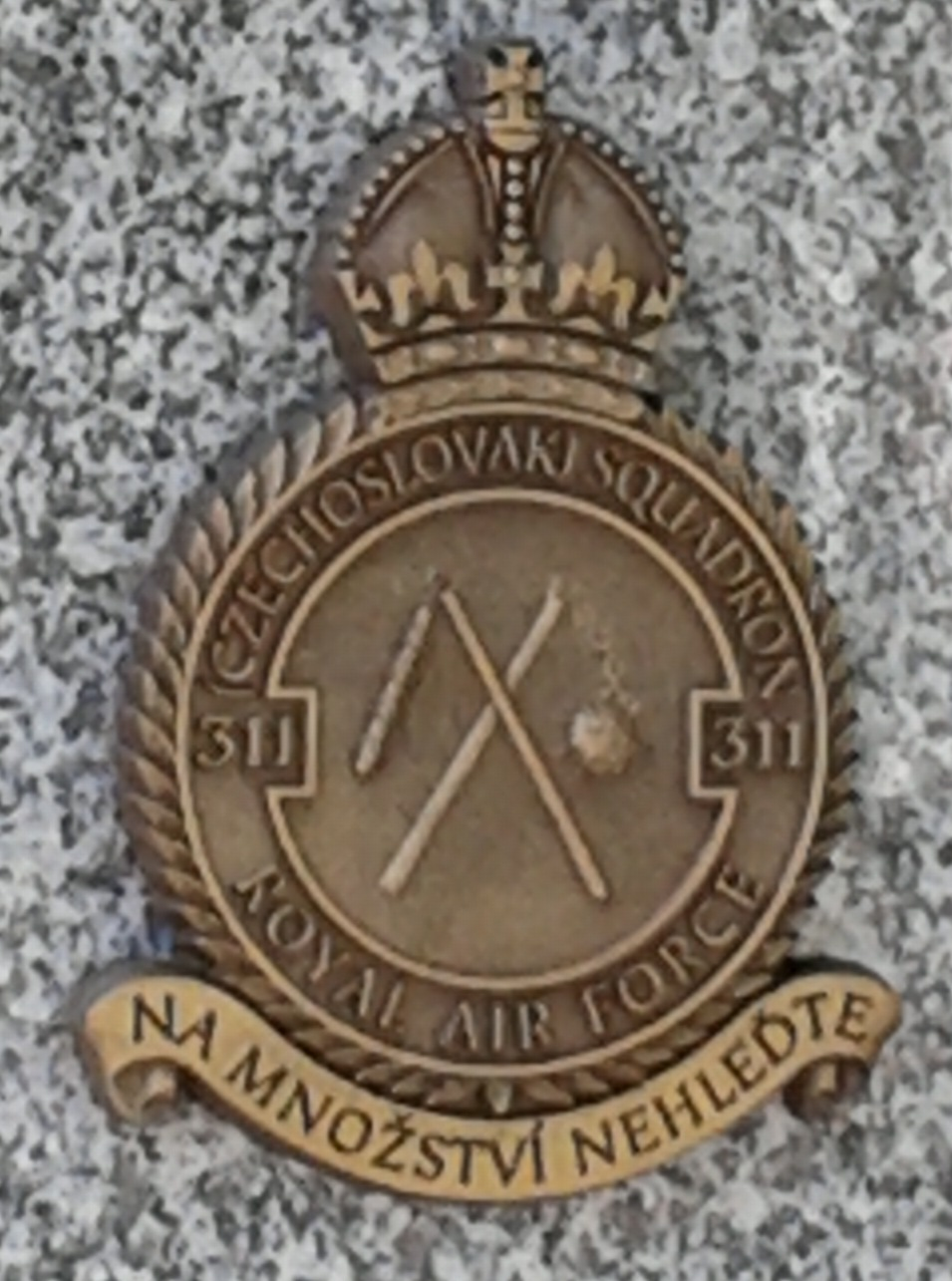
№ 311 Bombing Squadron
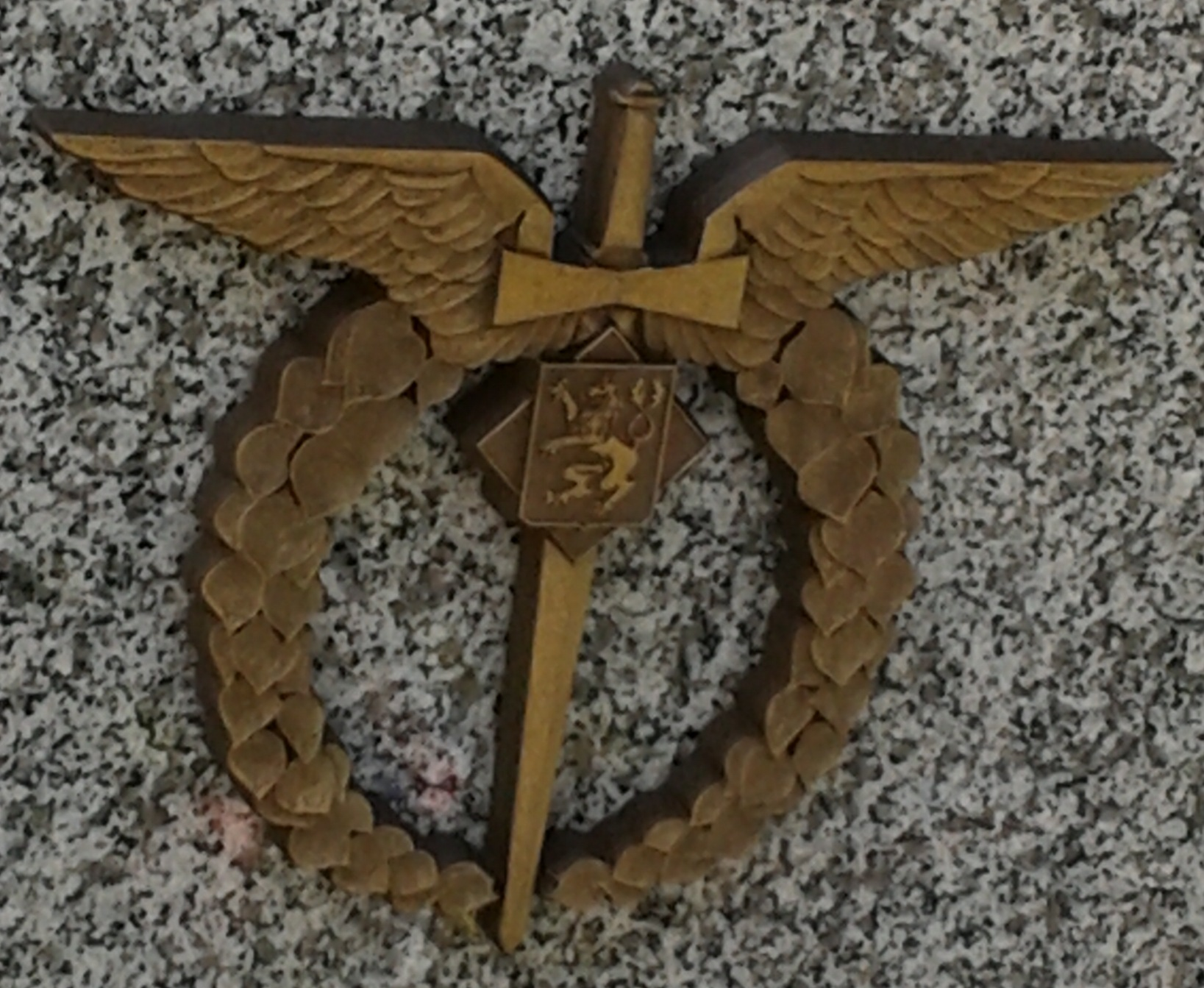
Pilotní odznak čs. perutí RAF
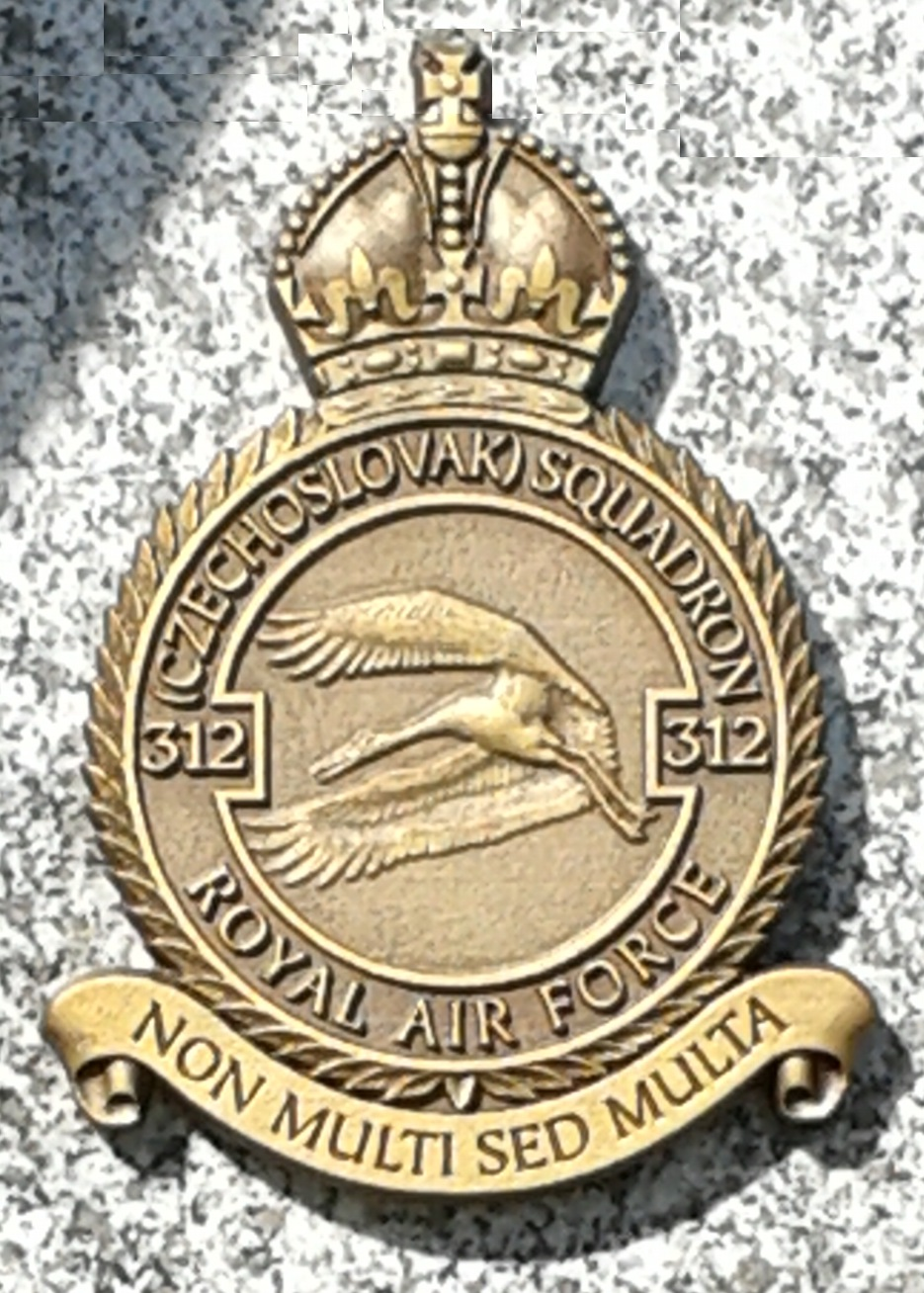
№ 312 Fighter Squadron
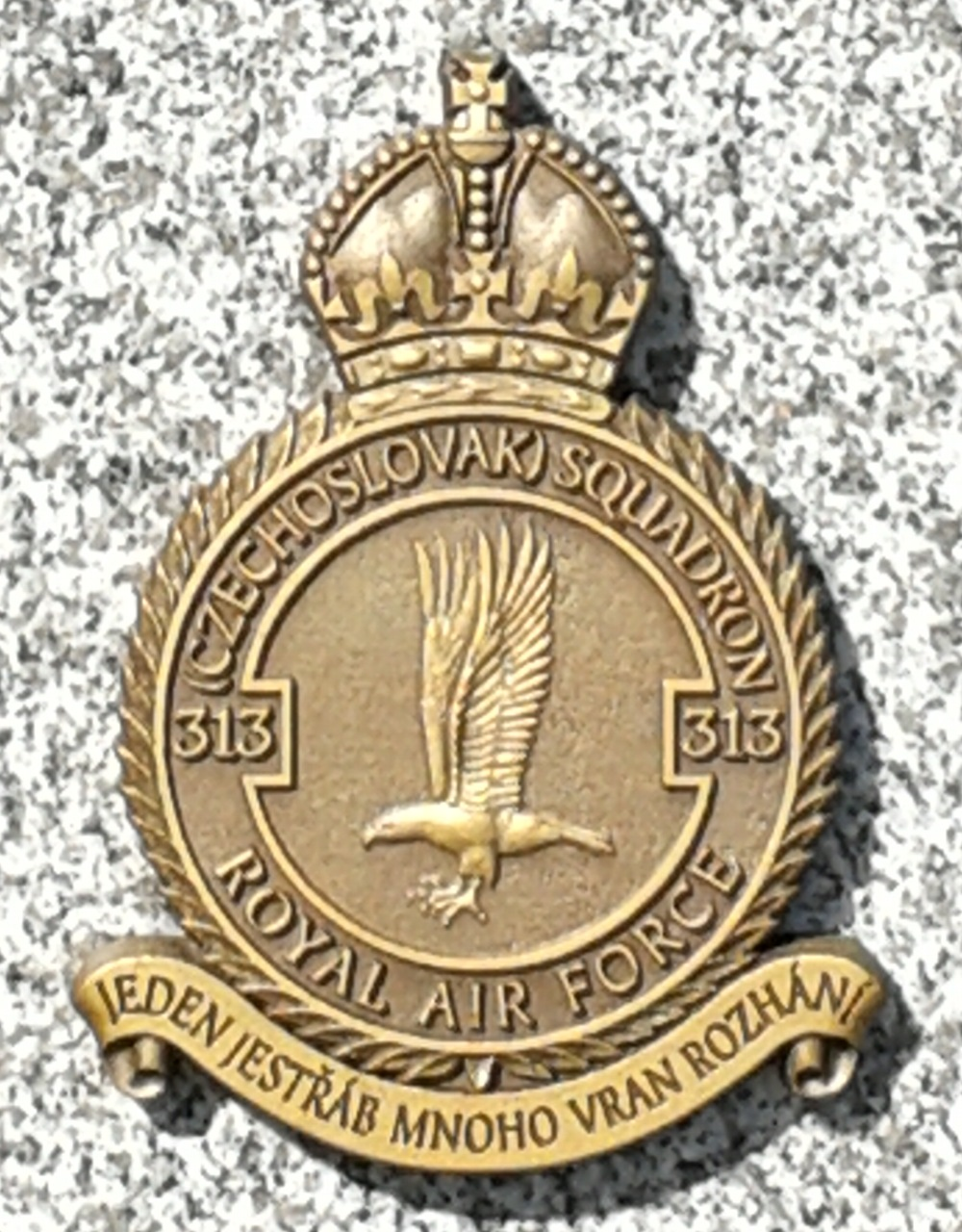
№ 313 Fighter Squadron

Mezi oběma za sebou v zákrytu stojícími "branami" je instalováno (téměř po celé ploše vnitřního průhledu) čiré lepené kalené sklo, kde jsou vypískováním zobrazeny siluety dvou britských stíhacích letounů Spitfire, které za války používaly RAF a letectvo spojeneckých armád.  
Předpolí památníku (prostor mezi konstrukcí památníku a okrajem přilehlého asfaltového chodníku) je pokryto kamennými deskami a vytváří prostor pro důstojné místo ke kladení věnců.

## Památníky věnované československým letcům vPraze
Na území Prahy se nachází několik pomníků věnovaných československým letcům:
- Padlé československé letce ve druhé světové válce (1939–1945) připomíná (od května 1995) památník na náměstí Svobody v Praze–Bubenči. (GPS souřadnice: 50°6′3″ s. š., 14°23′59″ v. d.) [p 2]
- Českoslovenští letci ve službách RAF mají (od června 2014) památník Okřídlený lev na pražském Klárově.
- Památník 70. výročí návratu československých perutí RAF byl odhalen v srpnu 2015 v Praze–Ruzyni.

Památníky věnované československým letcům v Praze
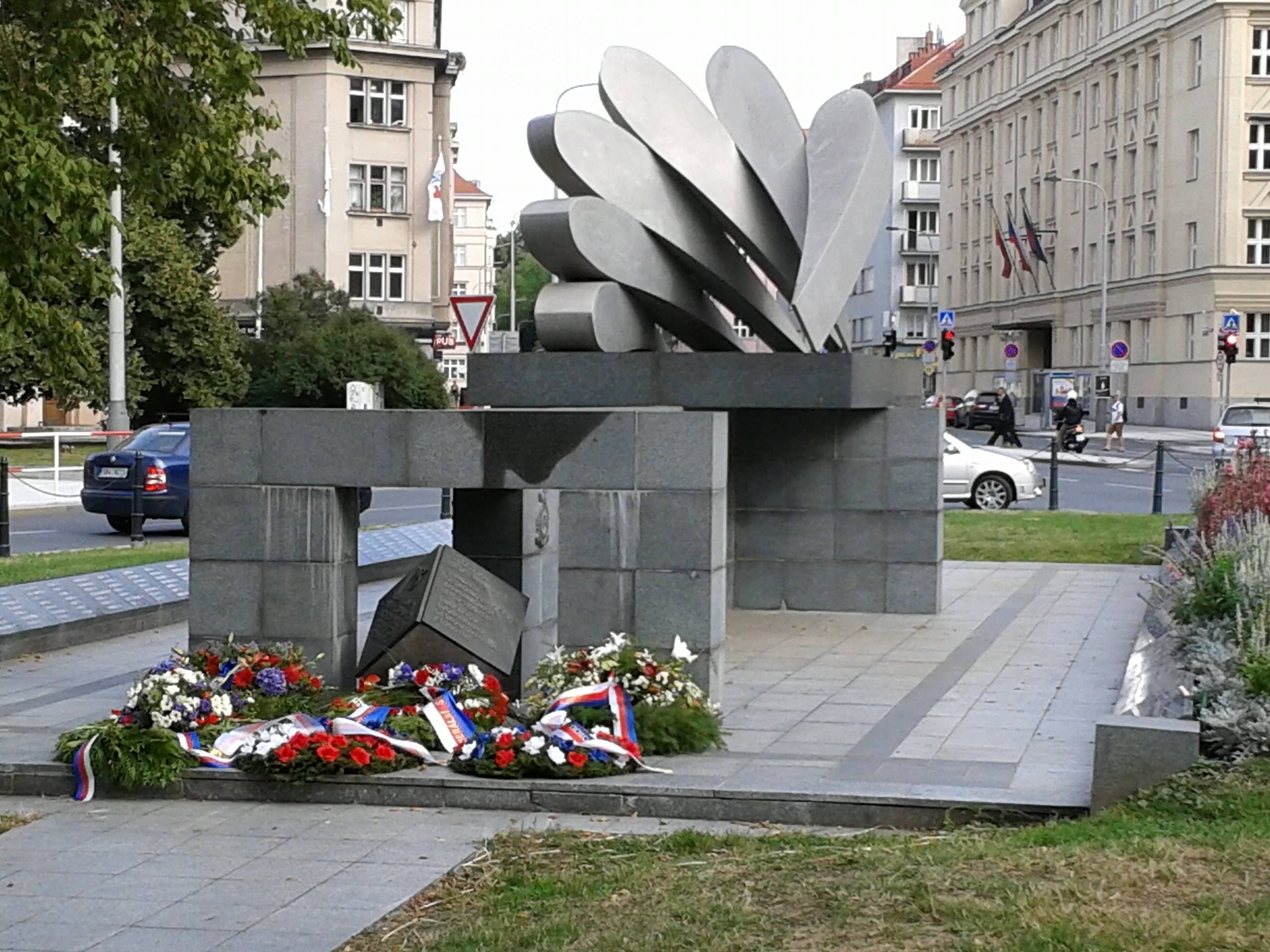
Památník padlých československých letců v letech 1939–1945; Praha–Bubeneč (1995)
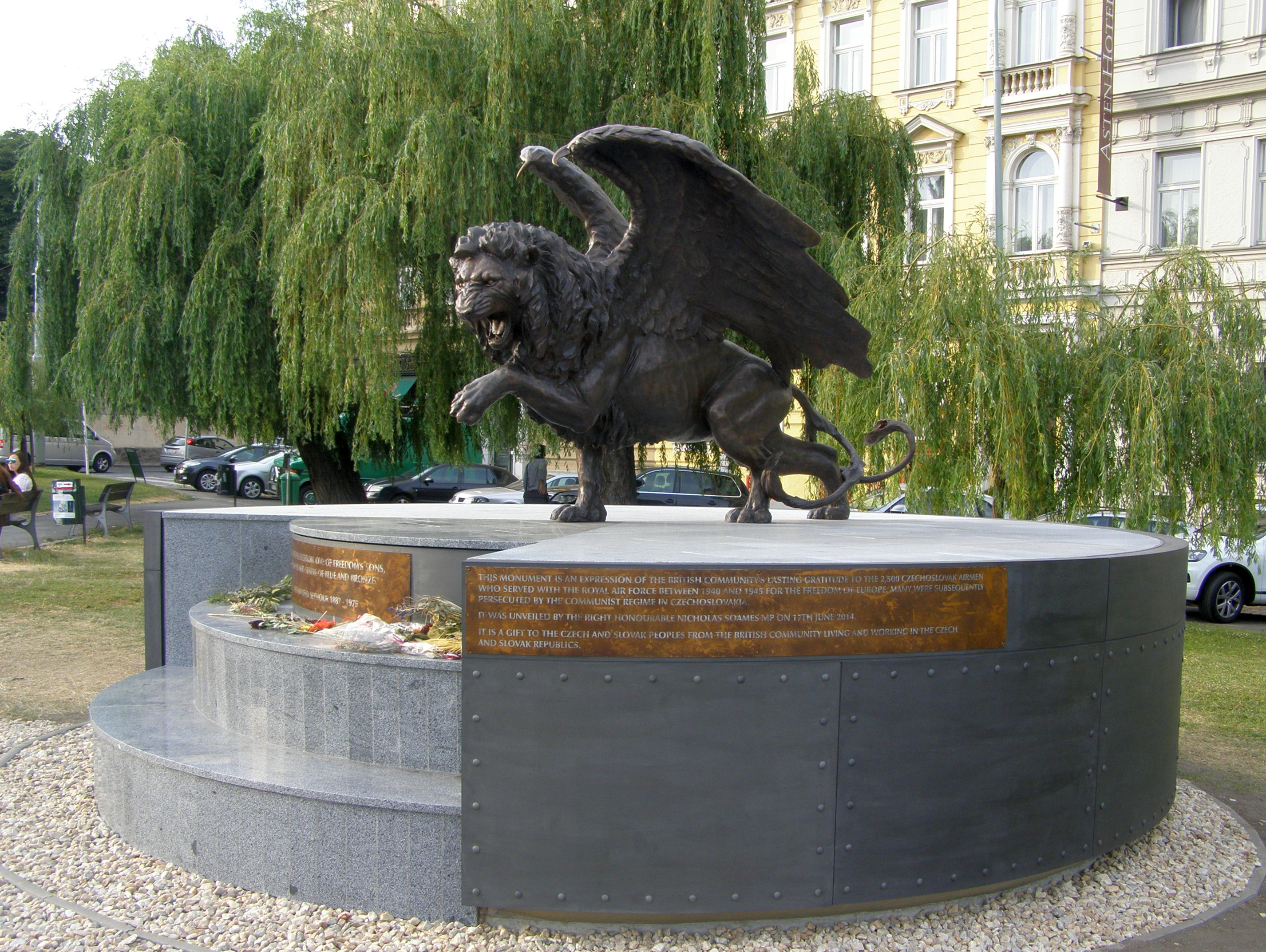
Památník Okřídlený lev; Praha–Klárov (2014)
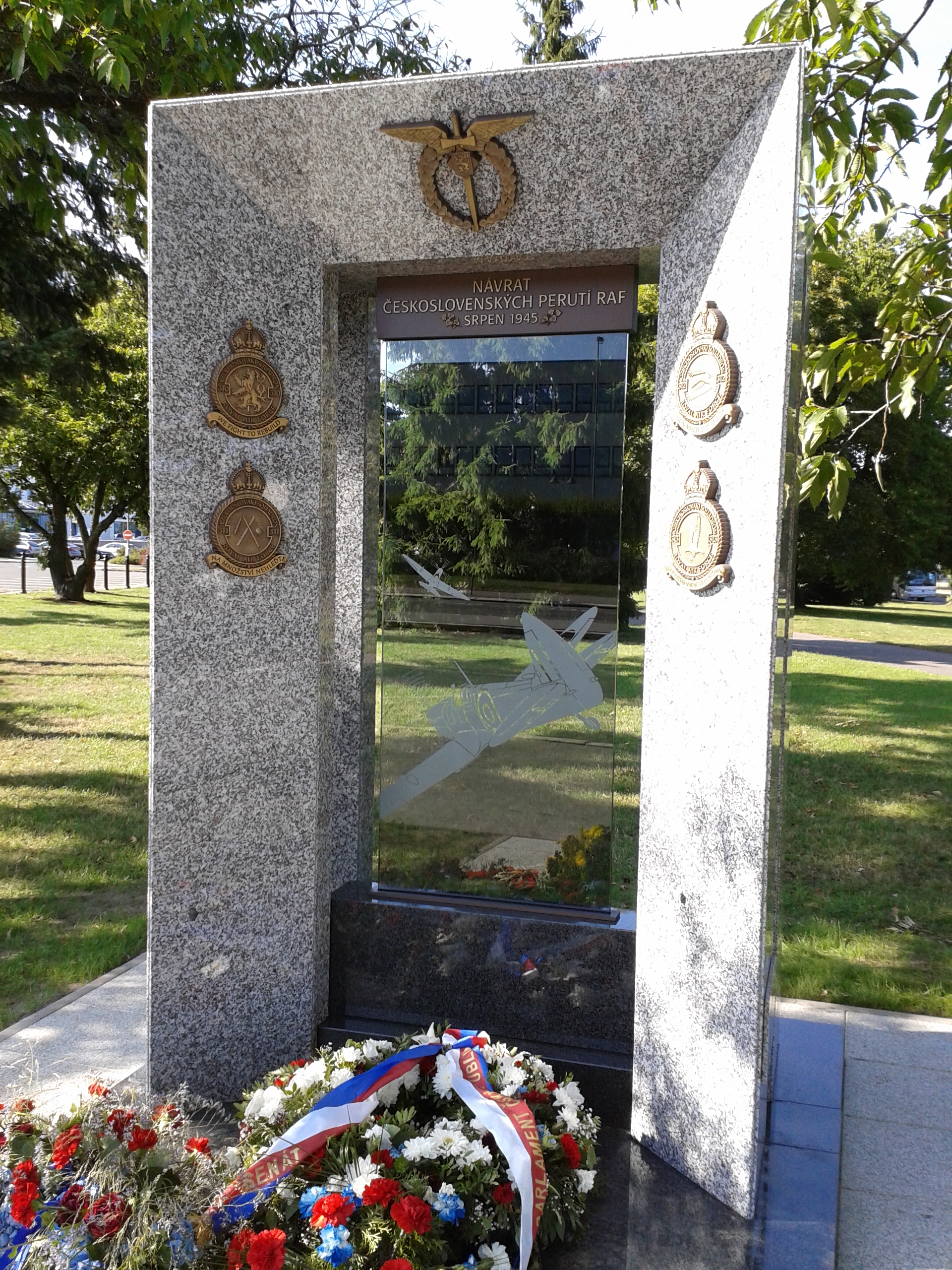
Památník 70. výročí návratu československých perutí RAF; Praha–Ruzyně (2015)

## Historické souvislosti

### Okolnosti příletu do vlasti
Druhá světová válka v Evropě skončila sice 8. května 1945, ale piloti odstartovali teprve 7. srpna 1945. Jejich návrat do vlasti byl ztížen a zpožděn následujícími faktory: 
- Letci se nejprve museli vyvázat ze závazku vůči britskému královskému letectvu, jehož součástí byli od října 1940. [6]
- Komunisticky smýšlející část pokvětnového establishmentu v Praze neměla zájem na tom, aby se českoslovenští letci z Velké Británie vrátili příliš brzy po osvobození a sklidili ovace. (Oslavy Rudé armády - osvoboditelky nesměly být příletem letců "oslabeny".) (Ještě začátkem července 1945 si na návrat československých letců nevyšetřila čas ani československá vláda, kterou tehdy vedl Zdeněk Fierlinger) [6]
- Na vině bylo i zpoždění technického rázu. Před návratem do vlasti generál Karel Janoušek požádal o přezbrojení československého stíhacího křídla. (Válečná letadla Spitfire měla zůstat v Anglii a českoslovenští letci se měli vrátit na úplně nových strojích, které už byly majetkem Československa.) [6]
- Letci odstartovali 7. srpna 1945 a po dvou hodinách a 25 minutách přistáli v Hildesheimu. Zde bylo doplňováno palivo (do 45 letadel), což si vyžádalo určitý čas. Mezitím se zhoršilo počasí, začalo pršet a padla mlha. Odlet do Prahy následoval za týden. Letová dráha musel vést oklikou přes Plzeň, aby letadla neletěla přes sovětskou zónu. [6]

### Letci v letech následujících
Letce tehdy (13. srpna 1945) ve vlasti po přistání vítaly davy lidí. V následujících 30 měsících se stali letci významnou součástí československého letectva.  Zcela po právu západní důstojníci zaujali velkou část velitelských postů a stali se páteří československého letectva.  Na základě Košického vládního programu měla být armáda vystavěna podle sovětského vzoru.  Proti tomu byla část západních letců a vojáků v opozici. Po únoru 1948 přišly čistky, které postihly letce ze západu jako celek.  Pod taktovkou Bedřicha Reicina a orgánů obranného zpravodajství byly monitorovány podrobné zprávy o náladách mezi důstojníky letectva jak ze západu, tak i východu.  Na každého letce byl veden spis. Tak se stalo, že hned koncem února 1948 byli podle těchto seznamů propuštěni z armády nebo vězněni.  (Mnozí z letců se v Anglii oženili a jejich manželky je následovaly do Československa.) I jejich rodinní příslušníci byli perzekvováni. Skutečného uznání se letci dočkali až po roce 1989.  Přibližně dvě stovky pilotů se po Únoru do služeb RAF vrátily.

### Statistika
Čeští a slovenští piloti tvořili v RAF jednu z nejpočetnějších skupin. Celkově v době druhé světové války působilo v britském vojenském letectvu (RAF) přibližně 2402 československých pilotů, přičemž 493 z nich v bojích zahynulo. V povědomí obyvatel Spojeného království utkvěla jejich účast v letecké bitvě o Británii.